# Wolfram Research
Wolfram Research — частная компания, занимающаяся производством математического программного обеспечения. Её основным продуктом является среда технических расчётов Mathematica. Основателем и руководителем компании Wolfram Research является Стивен Вольфрам, учёный и разработчик программного обеспечения, непосредственно участвующий в создании Mathematica.

## Программное обеспечение
Основным программным продуктом Wolfram Research является программа Mathematica, которая в ноябре 2012 обновилась до версии 9. Также к числу продуктов Wolfram Research относится ряд продуктов расширяющих возможности Mathematica: Wolfram Workbench (среда разработки пакетов для системы Mathematica), Mathematica Link for Excel (Mathematica обеспечивает обмен данными с Excel), gridMathematica (обеспечивает возможность параллельных вычислений посредством Mathematica) и webMathematica (позволяет использовать Mathematica для создания динамического контента веб-сайтов). Кроме того, компания выпускает Wolfram CDF Player (бесплатная программа, позволяющая воспроизводить, в первую очередь, блокноты Mathematica, но не редактировать их).
14 мая 2012 года была выпущена программа финансового анализа Wolfram Finance Platform, позволяющая использовать большое количество аналитических моделей, методов оптимизации, временных рядов, вероятностных распределений и т. д. Также она позволяет обрабатывать данные Bloomberg непосредственно в реальном времени и проводить высокопроизводительные вычисления посредством CUDA.

## Веб-сайты
Wolfram Research поддерживает несколько бесплатных веб-сайтов, включая энциклопедии MathWorld и ScienceWorld.
Новейшим веб-сайтом компании является Wolfram|Alpha, запущенный 16 мая 2009 года. Она использует новый подход к производству и овладению знаниями, включающий большие объёмы курируемой вычислительной информации в дополнение к семантическому индексированию текста.
Wolfram Demonstrations Project — сайт, предоставляющий широкий набор небольших интерактивных программ (″демонстраций″), визуализирующих и представляющих в интерактивном режиме различные идеи целого ряда областей науки. Для запуска данных программ необходима Mathematica 6 и выше или её бесплатная модификация Mathematica Player, доступная для Windows, Linux и Macintosh.

## Издательское дело
Wolfram Research издаёт журнал Mathematica и издала несколько книг посредством Wolfram Media, издательского подразделения Wolfram Research.

## Консультирование
Wolfram Research служит математическим консультантом для сериала 4исла, посвящёного математическим аспектам поиска преступников.

## Computable Document Format
В 2011 году компания представила новый формат электронных документов, носящий название Computable Document Format (CDF). По мнению разработчиков, он является более совершенной альтернативой распространённому формату PDF (Portable Document Format). Согласно заявлениям компании, предлагаемый ею формат больше подходит для представления таких данных, как инфографика, учебные пособия, журнальные статьи, разного рода доклады и отчёты. В частности, в текст можно включить интерактивные элементы, графики, схемы, диаграммы, содержимым которых пользователь может управлять сам. Например, можно перестроить график для других данных. В файл могут быть добавлены видеоролики и другие медиа-файлы, делающие ознакомление с информацией более наглядным и удобным. Для просмотра CDF-файлов разработан специальный плагин, позволяющий загрузить документ в окно браузера. Плагин может быть бесплатно загружен с официального сайта. Для пользователей UNIX-систем доступна отдельная программа для просмотра документов.